# التاجي
التاجي قضاء في أقصى شمال محافظة بغداد بوسط العراق، كان ناحية تابعة لقضاء الكاظمية ثم اصبح قضاء في تاريخ 22 كانون الثاني سنة 2020، فيه 7 مقاطعات، مساحته 207 كيلومترات مربعة، عدد سكانه 190297 في سنة 2022.
تبدأ منطقة التاجي بعد بوابة بغداد مباشرة وأول المناطق هي منطقة الصابيات ثم منطقة أركية وفاضل والتاجيات والمصابيح وتمتد حتى جسر ذراع دجلة تسمى هذه المناطق بالتاجي الأول والمناطق بعد جسر الذراع تسمى التاجي الثاني وتنتهي منطقة التاجي حتى منطقة الطارمية.

## مقاطعات ناحية التاجي
مساحة ناحية التاجي 388 كيلومتراً مربعاً، تعادل 155200 دونم، وحدودها نهر دجلة شرقاً وقضاء الطارمية شمالاً ومحافظة الأنبار غرباً ومركز قضاء الكاظمية وناحية ذات السلاسل جنوباً.

### مقاطعاتها
وفقاً لقرار وزير التخطيط في شهر كانون الثاني سنة 2020 صارت ناحية التاجي قضاءً ذا سبع مقاطعات، ومركز القضاء جزء من مقاطعة 7 البور.
| المقاطعة           | مساحتها | سكانها سنة 2022 | سنة 1997 |
| مركز التاجي        | 8.7     | 60240           | 28663    |
| 1 المزرفة والحصيوة | 70.3    | 28879           | 11595    |
| 7 البور            | 14.1    | 3786            | 1520     |
| 12 الضباعي         | 55.1    | 20753           | 8332     |
| 24 أبو عظام        | 22.6    | 37561           | 15080    |
| 25 هور الباشا      | 19.4    | 13756           | 5523     |
| 27 الحماميات       | 16.8    | 25322           | 10167    |
| مجموع القضاء       | 207     | 190297          | 80880    |

## قاعدة التاجي
تقع قاعدة التاجي حوالي 85 كم شمال مدينة بغداد، يوجد فيها مطار وقاعدة عسكرية ضخمة كانت في الأصل تابعة للحرس الجمهوري العراقي بنيت في عهد صدام. يقال أن أنها كانت مركز لتصنيع الأسلحة الكيميائية. التاجي كان أيضا به أكبر موقع صيانة للدبابات في العراق.

## وصلات خارجية
- Iraq Image - Taji Satellite Observation